# Аноя (Каталонія)
Ано́я (кат. Anoia) — район (кумарка) Каталонії. Столиця району — м. Ігуалаза (кат. Igualada). Відповідно до нового адміністративного поділу Каталонії район повинен входити до Баґарії Центральна Каталонія, однак частина населення та керівництва району хотіла б утворення окремої Баґарії Панадес з 4 районів — Аної, Баш-Панадес, Ал-Панадес та Ґарраф.

## Муніципалітети
Населення муніципалітетів у 2006 р.
- Ал-Брук (кат. Bruc, el) — населення 1.743 особи;
- Алс-Пратс-да-Рей (кат. Prats de Rei, els) — населення 537 осіб;
- Алс-Усталетс-да-Піарола (кат. Hostalets de Pierola, els) — населення 2.219 осіб;
- Аржансола (кат. Argençola) — населення 229 осіб;
- Бальбона-д'Аноя (кат. Vallbona d'Anoia) — населення 1.337 осіб;
- Бальпрат (кат. Bellprat) — населення 93 особи;
- Басіана (кат. Veciana) — населення 171 особа;
- Біланоба-дал-Камі (кат. Vilanova del Camí) — населення 12.208 осіб;
- Жорба (кат. Jorba) — населення 742 особи;
- Ігуалаза (кат. Igualada) — населення 36.923 особи;
- Кабрера-д'Аноя (кат. Cabrera d'Anoia) — населення 1.192 особи;
- Калаф (кат. Calaf) — населення 3.435 осіб;
- Калонжа-да-Сагарра (кат. Calonge de Segarra) — населення 205 осіб;
- Капелязас (кат. Capellades) — населення 5.386 осіб;
- Карма (кат. Carme) — населення 811 осіб;
- Кастельулі (кат. Castellolí) — населення 468 осіб;
- Кастельфуліт-да-Ріубрагос (кат. Castellfollit de Riubregós) — населення 194 особи;
- Купонс (кат. Copons) — населення 307 осіб;
- Ла-Лякуна (кат. Llacuna, la) — населення 878 осіб;
- Ла-Побла-да-Кларамун (кат. Pobla de Claramunt, la) — населення 2.193 особи;
- Ла-Торра-да-Кларамун (кат. Torre de Claramunt, la) — населення 3.466 осіб;
- Маскефа (кат. Masquefa) — населення 7.747 осіб;
- Монманеу (кат. Montmaneu) — населення 199 осіб;
- Одана (кат. Òdena) — населення 3.161 особа;
- Пієра (кат. Piera) — населення 13.652 особи;
- Пужал (кат. Pujalt) — населення 196 осіб;
- Рубіо (кат. Rubió) — населення 161 особа;
- Сан-Марті-да-Тоус (кат. Sant Martí de Tous) — населення 1.104 особи;
- Сан-Марті-Сасґайолас (кат. Sant Martí Sesgueioles) — населення 385 осіб;
- Сан-Пера-Салябінера (кат. Sant Pere Sallavinera) — населення 177 осіб;
- Санта-Марґаріза-да-Монбуй (кат. Santa Margarida de Montbui) — населення 9.825 осіб;
- Санта-Марія-да-Міраляс (кат. Santa Maria de Miralles) — населення 128 осіб;
- Урпі (кат. Orpí) — населення 183 особи.

## Збільшення населення
| 1497 f | 1515 f | 1553 f | 1717   | 1787   | 1857   | 1877   | 1887   | 1900   | 1910   |
| ------ | ------ | ------ | ------ | ------ | ------ | ------ | ------ | ------ | ------ |
| 1.088  | 1.133  | 1.389  | 10.940 | 20.816 | 44.304 | 41.377 | 40.097 | 35.753 | 37.495 |

| 1920   | 1930   | 1940   | 1950   | 1960   | 1970   | 1981   | 1990   | 1992   | 1994   |
| ------ | ------ | ------ | ------ | ------ | ------ | ------ | ------ | ------ | ------ |
| 40.997 | 41.945 | 41.904 | 43.905 | 48.695 | 66.002 | 78.031 | 82.455 | 83.185 | 85.408 |

| 1996   | 1998   | 2000   | 2002   | 2004    | 2006    | 2008 | 2010 | 2012 | 2014 |
| ------ | ------ | ------ | ------ | ------- | ------- | ---- | ---- | ---- | ---- |
| 86.964 | 87.984 | 89.876 | 95.103 | 101.748 | 109.198 | -    | -    | -    | -    |